# Jason Bateman
Jason Kent Bateman, född 14 januari 1969 i Rye i Westchester County, New York, är en amerikansk skådespelare, regissör och producent.
Bateman är kanske mest känd för sin roll som Michael Bluth i TV-serien Arrested Development (2003–2006) och som Mark i den Oscarsbelönade filmen Juno. 
Bateman debuterade i rollen som James Cooper Ingalls i TV-serien Lilla huset på prärien år 1981.
Han är gift med Amanda Anka, Paul Ankas dotter. Tillsammans har de två döttrar, födda 2006 respektive 2012.

## Filmografi (urval)
- 1981–1982 – Lilla huset på prärien (TV-serie) – James Cooper Ingalls
- 1982–1984 – Silver Spoons (TV-serie)
- 1984–1985 – It's Your Move (TV-serie)
- 1986–1991 – Valerie (TV-serie)
- 1987 – Teen Wolf 2
- 1991 – Tuffa tag grabbar
- 1992 – Breaking the Rules
- 2002 – Snygg, sexig och singel
- 2002 – One Way Out
- 2003–2013 – Arrested Development (TV-serie)
- 2004 – Starsky & Hutch
- 2004 – Dodgeball
- 2005 – Justice League Unlimited, avsnitt The Balance (gäströst i TV-serie)
- 2005 – Simpsons, avsnitt Home Away from Homer (gäströst i TV-serie)
- 2006 – Scrubs, avsnitt My Big Bird (gästroll i TV-serie)
- 2006 – The Jake Effect (TV-serie)
- 2006 – The Break-Up
- 2006 – Arthur och Minimojerna (röst)
- 2006 – Smokin' Aces
- 2006 – The Ex
- 2007 – The Kingdom
- 2007 – Juno
- 2007 – Den magiska leksaksaffären
- 2008 – Dumpad
- 2008 – Hancock
- 2009 – State of Play
- 2009 – Up in the Air
- 2009 – Trubbel i paradiset
- 2009 – Sit Down, Shut Up (TV-serie)
- 2010 – Pappa på burk
- 2011 – Paul
- 2011 – Horrible Bosses
- 2011 – Om jag var du
- 2011 – The Change-Up
- 2012 – Disconnect
- 2013 – Identity Thief
- 2014 – Bad Words (även regissör)
- 2014 – This Is Where I Leave You
- 2014 – The Longest Week
- 2014 – Horrible Bosses 2
- 2015 – The Family Fang
- 2016 – Zootropolis (röst)
- 2017 – Ozark (TV-serie)
- 2018 - Game night[1]
- 2023 – Air
- 2024 – Carry-On
- 2025 – Black Rabbit (TV-serie)